# Hanabie.
Hanabie. (яп. 花冷え。 «Ханабиэ») (стилизовано как HANABIE.) — японская металкор-группа из Токио. Группа была образована в 2015 году подругами по средней школе Юкиной, Мацури, Хетцу и Каэдэ в рамках деятельности их музыкального клуба. Изначально они исполняли кавер-версии песен группы Maximum the Hormone, но вскоре перешли к написанию собственной оригинальной музыки. Они известны своей громкой и тяжёлой музыкой, а также контрастной эстетикой Харадзюку. Группа называет свой стиль «Харадзюку-кор». В их песнях присутствуют элементы металкора, хардкор-панка и ню-метала с примесью джей-попа и хип-хопа. Их тексты охватывают широкий спектр нетрадиционных тем — от «сильной тяги к сладкому» до «разочарования из-за плохой комнаты в клубе».
Имя группы Hanabie. (с яп. — «прохладная весенняя погода»), это отсылка к дням рождения четырёх основателей группы, которые родились либо зимой, либо весной. Символ «。» означает прогресс и был взят из названия другой группы, поклонниками которой участники были в школьные годы.
С 2023 года они подписали контракт с Epic Records Japan, дочерним лейблом компании Sony Music Japan. Первый полноценный альбом под этим лейблом был выпущен 26 июля 2023 года. Ранее они были связаны с Far Channel Records.

## История

### 2015—2016
Юкина, Мацури и Хетцу учились в одной школе, где они и познакомились. В школьные годы Юкина и Мацури стали фанатами группы Maximum the Hormone. Хетцу узнала о Maximum the Hormone от них и была поначалу удивлена тем, что «милая и чистая Юкина слушает такие непристойные песни», но со временем сама полюбила эту музыку. Юкина вступила в школьный музыкальный клуб, где исполняла кавер-версии песен группы Maximum the Hormone вместе с Мацури. Мацури уже с детства играла на гитаре. Они решили создать кавер-группу; в неё вошли Мацури (гитара), Хетцу (бас), Юкина (вокал) и Каэдэ (барабаны). По словам Хетцу, она выбрала бас, потому что это был инструмент, на котором она раньше не играла. Юкина призналась, что стала вокалисткой, потому что это была единственная оставшаяся роль. Они выбрали название группы Hanabie. — японское слово, обозначающее весенний день, в который возвращаются зимние холода, потому что все основатели группы родились либо весной, либо зимой: Мацури, Хетцу и Каэдэ родились в декабре, а Юкина — в апреле. Символ «。» был добавлен к названию Юкиной, поскольку в средней школе они с Хетцу были поклонниками группы Cocoa Otoko.
Вскоре они отошли от кавер-версий песен Maximum the Hormone и начали писать собственную оригинальную музыку. В октябре 2016 года группа выпустила свои первые песни собственного производства «Crash Over» и «Sweet Killer». В декабре 2016 года Каэдэ покинула группу, для того чтобы сосредоточиться на учёбе.

### 2017—2019

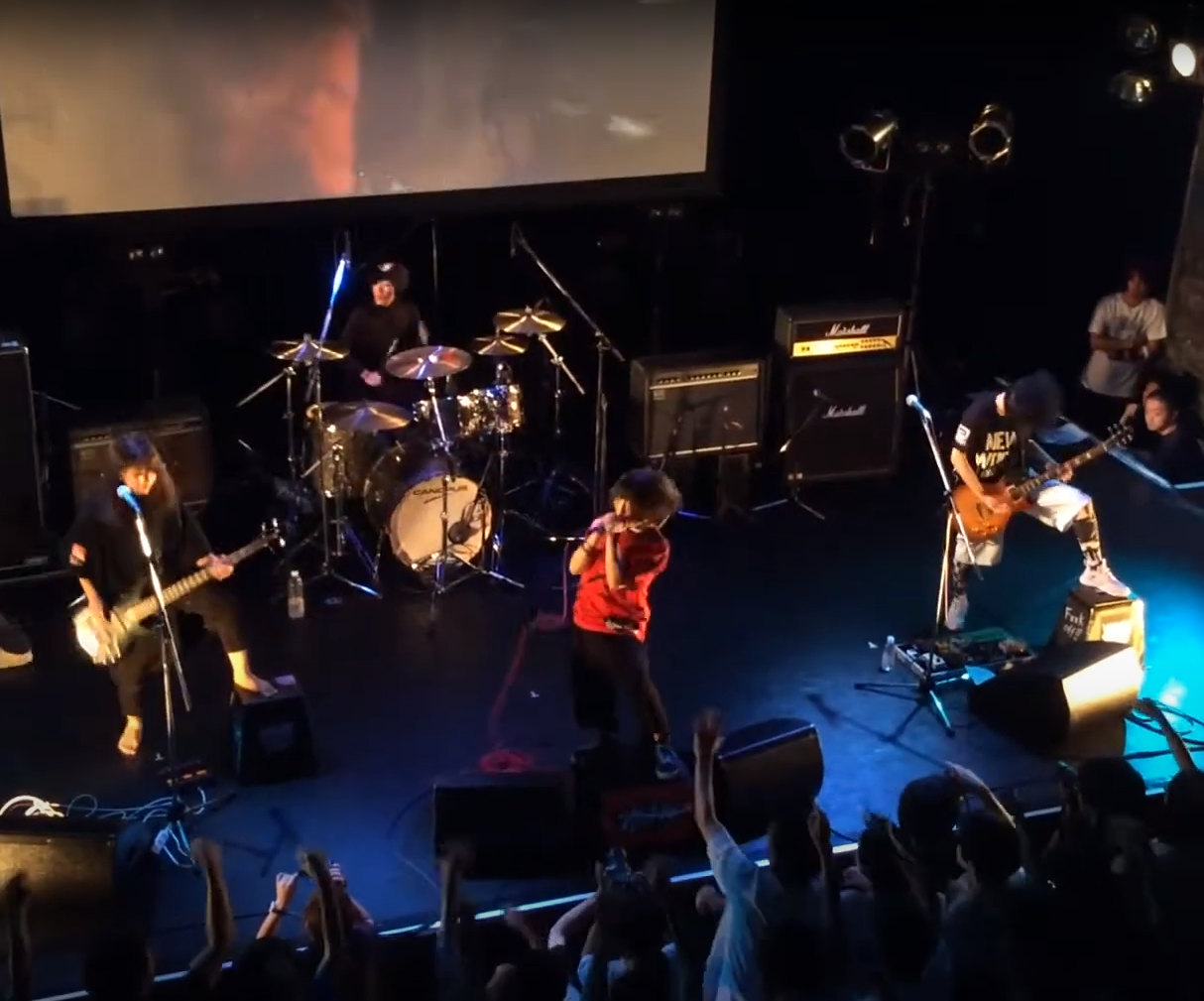
Hanabie. заняли второе место в конкурсе групп «School Out» и стали единственной подростковой группой, которой это удалось сделать в 2017 году.

После ухода Каэдэ группа продолжила свою деятельность с приглашёнными барабанщиками. Они начали регулярно выступать на различных концертных залах в окрестностях Токио. Вместе с «Crash Over» они выпустили свою третью песню «Envy», которая продавалась исключительно на их домашних выступлениях в виде демо-диска. В июле 2017 года к группе официально присоединилась Боа, которая до этого выступала с группой в качестве приглашённого барабанщика. В августе 2017 года группа приняла участие в национальном конкурсе «School Out», победитель которого получил возможность выступить во Франции. В итоге группа заняла заняла второе место. В январе 2018 года они приняли участие в первом совместном концерте с группами Oshamegane и Wacality на фестивале «Shinjuku Antiknock». В августе 2018 года группа приняла участие в конкурсе Japan Expo Rock и стала единственной подростковой группой, вышедшей в финал. Во время конкурса их заметил барабанщик Crystal Lake Гаку Таура. Он предложил записать их альбом на своей студии. Таура также призвал их продолжать свою деятельность, поскольку, по его мнению, «эти дети могут добиться больших успехов в будущем». В августе 2018 года группа объявила о том, что 17 октября выпустит свой первый мини-альбом «Cherry Blossoms Are Blooming». Одновременно с этим было объявлено о начале тура.
В сентябре 2018 года Боа покинула группу, и они продолжили свои концертные выступления с другими различными барабанщиками. В ноябре 2018 года стартовал релиз-тур «Flowering Declaration», в рамках которого состоялись концерты в Синдзюку, Нагано, Осаке, Нагое, Сидзуоке, Киото и Татикаве. В ноябре 2018 года они выступили на фестивале «Ro Jack for Countdown Japan 18/19». В ноябре 2019 года был выпущен новый цифровой сингл «L.C.G», а также клип на эту песню на YouTube.

### 2020—2022

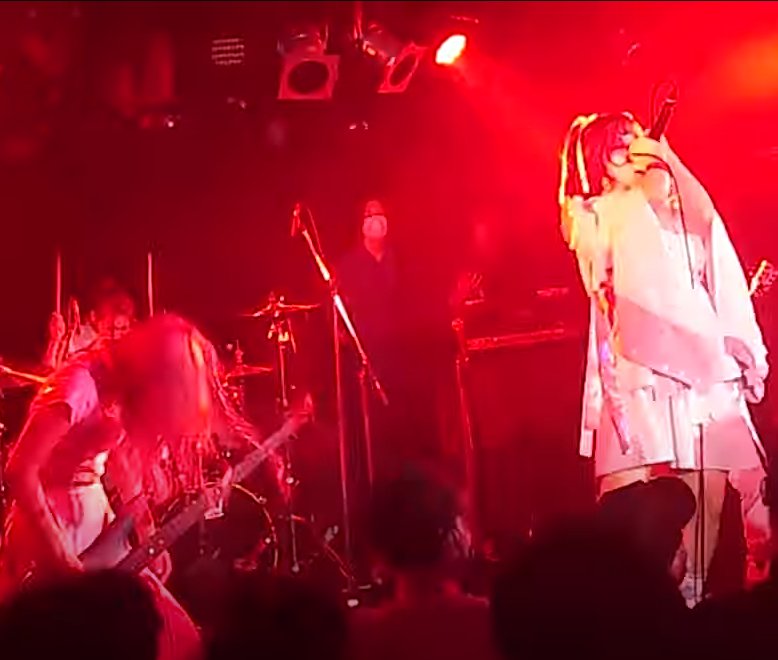
Hanabie. часто выступали на концертных площадках в Токио.

В июне 2020 года группа выступила на фестивале «Ro Jack for Rock in Japan 2020». В августе 2020 года песня «Sentimental Heroine» была выпущена на различных музыкальных стриминговых сервисах вместе с лирик-видео на YouTube.
В сентябре 2020 группа объявила, что Саэ, активно выступавшая на местной андеграундной сцене, присоединится к ним в качестве нового барабанщика. В том же месяце группа выпустила песню «Reiwa Matching Generation». Первый большой успех пришёл к группе с выходом песни «We Love Sweets», клип на которую был опубликован на YouTube в январе 2021 и собрал более миллиона просмотров. Успех песни привёл к увеличению числа приглашений выступить на различных музыкальных мероприятиях, а также к росту посещаемости концертов группы. Они участвовали в различных шоу с другими инди-группами, такими как C-Gate и Oshamagane. Будучи ещё студентами университета, они продолжали выступать на концертных площадках, совмещая это с учёбой, подработкой и сессиями звукозаписи. Они устраивали концерты во время праздников или когда у участников было свободное время. В 2021 году участники группы окончили университет.
14 января 2021 года группа выпустила свой первый полноценный альбом «Girls Reform Manifest», первая партия компакт-дисков была распродана в течение нескольких месяцев. В апреле 2022 был выпущен сингл «Love♡ Ranbu», а в августе 2022 — сингл «Neet Game». Они заняли прочные позиции на токийской инди-сцене. В течение 2022 года группа выступала на различных площадках в Симо-Китадзаве, Сибуе, Нагое и Синдзюку.

### 2023—настоящее время
В январе 2023 года группа выпустила новый сингл «Pardon Me, I Have to Go Now» (お先に失礼します。) Песня мгновенно стала хитом, а клип на неё за несколько недель набрал более трёх миллионов просмотров. Успех песни привлёк к ним внимание международных промоутеров, и группа получила приглашения выступить на различных известных музыкальных фестивалях в Европе и Америке. Они были приглашены выступить на выставках и фестивалях MetalDays, Leyendas del Rock, Dynamo Metalfest, Blue Ridge Rock Festival, Louder than Life и Aftershock.
В апреле 2023 года, после некоторого периода отсутствия концертных выступлений, было объявлено, что Саэ покидает группу по личным причинам. Группа вернулась к выступлениям с приглашёнными барабанщиками. В мае 2023 года они выступили на мероприятии «Spring Great Liberation Festival 2023», во время которого было объявлено, что Чика — новый постоянный барабанщик группы. В том же месяце группа объявила о своём европейском турне, а в июне — о турне по Америке. В июне 2023 года группа выступила на японском музыкальном фестивале Satanic Carnival. Во время выступления группа объявила о подписании контракта с Epic Records Japan, дочерней компанией Sony Music Japan. Также был анонсирован первый полноценный альбом «Reborn Superstar!», который был выпущен 26 июля. В июле 2023 года деятельность группа была освящена в 14-м томе журнала Metal Hammer Japan. В том же месяце в Токио прошло промо-мероприятие «Orihime Who Ran Away». 14 июля 2023 года был выпущен сингл «This Is the Year to Be a Gal (Early Summer Version)», а также клип на него.

## Стиль и тексты песен
«Наш стиль вдохновлён мелодичным хардкором, гроулом и металкором. Мы все являемся большими поклонниками Maximum the Hormone, поэтому решили создать группу. У всех нас разные музыкальные корни, и мы смешали их вместе, что и стало нашим нынешним музыкальным стилем.»
Музыка Hanabie. может быть в целом классифицирована как металкор с элементами j-pop. По своему жанровому стилю и лирике они напоминают Maximum the Hormone, на песни которых они делали кавер-версии в начале своей карьеры. Стиль группы часто включает в себя элементы самых разных жанров, включая хип-хоп, хардкор-панк, ню-метал и электронику. Большинство песен группы имеют фон из тяжёлых риффов на основе пауэр-аккордов, в них присутствует брейкдаун, но, как правило, отсутствует гитарное соло, а «Envy» — единственная песня, в которой оно есть. Некоторые песни имеют нетрадиционную, нелинейную структуру без повторяющихся куплетов и припевов. Вокал чередуется между скримингом и чистым вокалом. На сайте knotfest.com их назвали похожими на Bring Me the Horizon. Их также сравнивают с такими японскими метал-группами, как Babymetal, Passcode и Broken by the Scream, из-за их музыкального сходства.
Тексты песен в основном написаны Мацури и Юкиной. Мацури является основным композитором группы, а также участвует в аранжировке. Лирическая тема каждой песни создаётся Юкиной на основе инструментальных демозаписей Мацури. Вместе Юкина и Мацури пишут мелодии и тексты для своих вокальных партий. Хетцу обычно пишет только басовые партии, но иногда пишет и тексты песен. Барабанные секции сочинялись Мацури во время отсутствия постоянного барабанщика. Будучи единственной гитаристкой, Мацури переключается между ритм- и лид-партиями, которые она свободно пишет в соотношении 2:1. Скриминг и чистый вокал составляют примерно равные доли их песен.

### Влияние
В качестве исполнителей, повлиявших на группу, Юкина называет Maximum the Hormone, A Crowd of Rebellion, Hysteric Panic и Ellegarden. Мацури заявила, что на её музыкальные вкусы повлияли родители, оба из которых являются поклонниками рока и металла. В качестве собственных влияний она называет Hysteric Panic, Maximum the Hormone, SiM и Coldrain. По словам Хетцу, на неё больше всего повлияла музыка из аниме. Вокалоид и другая электронная музыка, популярная на видеохостинге Nico Nico Douga, также упоминались участниками группы как повлиявшая на них. Все участники группы признаются, что являются поклонниками аниме и видеоигр, влияние которых прослеживается в их музыке, обложках альбомов и клипах.

## Имидж

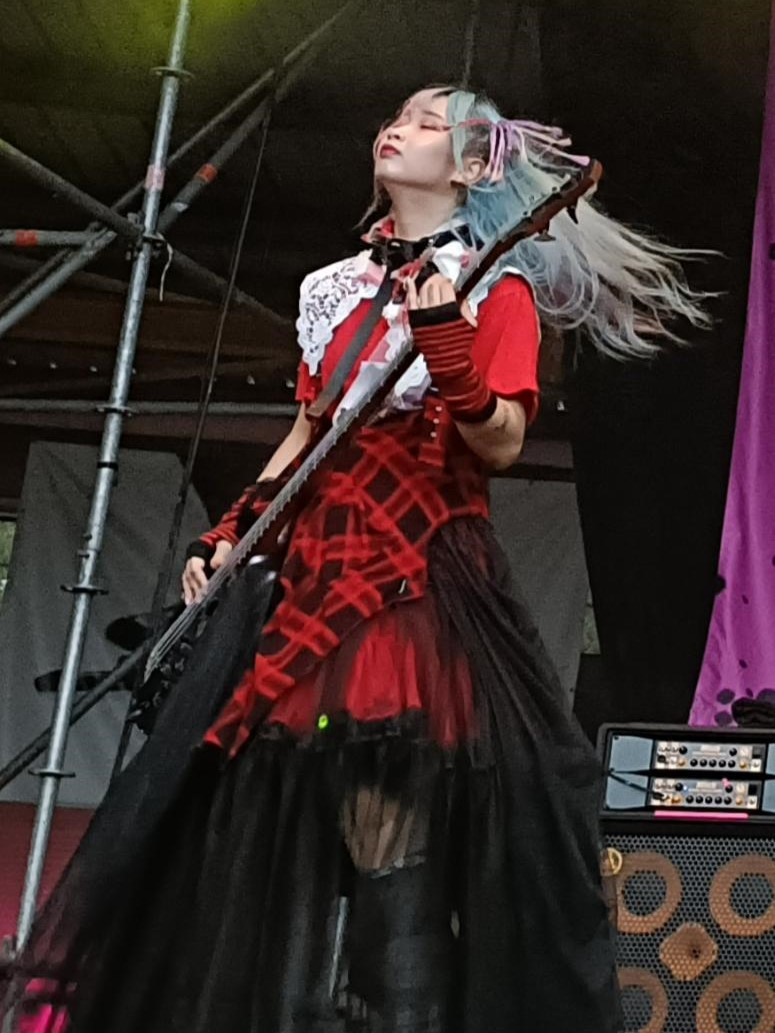
Хетцу выступает в наряде, вдохновленном уличной модой Харадзюку

Уличная мода Харадзюку — важная часть имиджа группы. Группа использует термин «Харадзюку-кор» (мода Харадзюку + металкор) для самоопределения. Этот термин часто используется на их атрибутике. Сценические наряды группы в основном вдохновлены «эстетикой Харадзюку». Хетцу заявила на одном из концертов, что сценическая одежда группы была разработана и сделана ею вручную. Аниме-образы также часто использовались группой и присутствуют на всех обложках альбомов, а также на большинстве их атрибутики. До выхода сингла «L.C.G» группа имела более непринуждённый стиль одежды, похожий на хардкор-группы 2000-х годов, который, по-видимому, был вдохновлён такими группами, как Maximum the Hormone.

## Участники

### Нынешние
- Юкина — экстремальный и чистый вокалы (2015-н. в.)
- Мацури — гитара, чистый вокал (2015-н. в.)
- Хетцу — бас, бэк-вокал (2015-н. в.)
- Чика — барабаны (2023-н. в.)

### Бывшие
- Каэдэ — барабаны (2015—2016)
- Боа — барабаны (2017—2018)
- Саэ — барабаны (2020—2023)

## Дискография

### Студийные альбомы
- Girl's Reform Manifest[англ.] (2021)[29]
- Reborn Superstar! (2023)[7]

### Мини-альбомы
- Cherry Blossoms Are Blooming[англ.] (2018)[14]
- Bucchigiri Tokyo[англ.] (2024)[30]

### Синглы
| Название                                               | Год  | Альбом                       |
| ------------------------------------------------------ | ---- | ---------------------------- |
| «Crash Over»                                           | 2016 | Cherry Blossoms Are Blooming |
| «L.C.G.»                                               | 2019 | Girl’s Reform Manifest       |
| «Love Ranbu» (Love乱舞)                                | 2022 | Неальбомный сингл            |
| «Neet Game»                                            | 2022 | Reborn Superstar!            |
| «Osaki ni Shitsurei Shimasu»                           | 2023 | Reborn Superstar!            |
| «Run Away» (Tousou)                                    | 2023 | Reborn Superstar!            |
| «This Is the Year to Be a Gal» (Early Summer Version)  | 2023 | Reborn Superstar!            |
| «Believer» (Кавер-версия песни группы Imagine Dragons) | 2023 | Неальбомный сингл            |
| «OTAKU Lovely Densetsu» (O･TA･KUラブリー伝説)          | 2024 | Bucchigiri Tokyo             |
| «Girl’s Talk»                                          | 2024 | Неальбомный сингл            |
| «Metamorphose!»                                        | 2024 | Bucchigiri Tokyo             |
| «Tasty Survivor»                                       | 2025 | Неальбомный сингл            |

## Туры

### Япония
- «I’ve Kept You Waiting! First One-Man Tour for the 8th Anniversary of Our Formation!!» (2023)[31]
- Hajimete no Lovely Legend 2-man Japan Tour (2024)[32]
- Bucchigiri Japan Tour (2024)[33]

### За рубежом
- Hanabie. EU Tour (2023)[34]
- Hanabie. US Tour (2023)[34]
- Hanabie Europe Tour (2024)[35]